# Протоиндустриализация
Протоиндустриализация – процесс регионального развития, а также развития коммерческого сельского хозяйства и сельского ремесленного производства предназначенного для внешних рынков. Этот термин был введен в начале 1970-х годов историками экономики, которые утверждали, что такой процесс в некоторых частях Европы между 16-м и 19-м веками создал социальные и экономические условия, которые привели к промышленной революции . Более поздние исследователи предположили, что подобные условия возникли и в других частях мира.
Протоиндустриализация также является термином для описания теории о роли протоиндустрий в возникновении промышленной революции. Аспекты теории протоиндустриализации оспаривались другими историками. Критики идеи протоиндустриализации не обязательно являются критиками идеи о том, что протоиндустрии были повсеместным явлением или играли важную роль как социальный и экономический фактор.
Теория критиковалось в разных формах, от той что протоиндустрии были важным и широко распространенным явлением, но не главным фактором перехода к промышленному капитализму, до той что протоиндустрии недостаточно отличались от других типов доиндустриального производства или аграрных ремесел, чтобы сформулировать отдельный термин, или что протоиндустриализация на самом деле является индустриализацией.
Другие ученые дополняли теорию протоиндустриализации или выводили ее тезис о роли протоиндустрии в развитии экономических и социальных систем Европы нового времени и промышленной революции. За пределами Европы основные примеры экономических явлений, классифицируемых историками как протоиндустриализация, наблюдались в Индии Великих Моголов и Сунском Китае .

## История
Этот термин был придуман специалистом по экономической истории Франклином Мендельсом в его докторской диссертации 1969 года о сельской льняной промышленности во Фландрии 18-го века и популяризирован в его статье 1972 года, основанной на этой работе. Мендельс утверждал, что использование избыточной рабочей силы, изначально доступной в периоды затишья сельскохозяйственных сезонов, увеличивает доходы в сельской местности, разрушает монополию города и гильдий, ослабляет поместную систему, ограничивающую рост населения. Результатом этого стало рост населения и производства в рамках самоподдерживающегося процесса, который, как утверждал Мендель, создал рабочую силу, капитал и предпринимательские навыки, заложившие основу для индустриализации .
Другие историки экономики дополнили эту идею в 1970-х и 1980-х годах. В своей книге 1979 года Петер Кридте, Ганс Медик и Юрген Шлумбом дополнили теорию до более подробного описания трансформации европейского общества от феодализма к промышленному капитализму . Они рассматривали протоиндустриализацию как промежуточную фазу этой трансформации, которая последовала за ослаблением поместной системы в Средневековье . Позже историки экономики выявили аналогичные ситуации в других частях мира, включая Индию, Китай, Японию и бывший мусульманский мир .
С тех пор применимость теории протоиндустриализации для Европы была поставлена под сомнение. Мартин Даунтон, например, утверждает, что протоиндустриализация исключает много аспектов, чтобы полностью объяснить расширение промышленности. Сторонники протоиндустриализации не только игнорируют жизненно важные городские отрасли в доиндустриальной экономике, но также игнорируют сельскую и городскую промышленность, основанную на негосударственной организации; имея в виду, шахты, мельницы, кузницы и печи которые характерны для аграрной экономики. Кларксон подверг критике тенденцию классифицировать все виды доиндустриального производства как протоиндустрии. Шейла Огилви обсудила историографию протоиндустриализации и заметила, что ученые переоценили дофабричное промышленное производство, но заметили, что оно возникло как самостоятельный феномен, а не только как предвестник индустриализации. По словам Огилви, основная перспектива теории подчеркивает долгосрочную преемственность в экономическом и социальном развитии Европы между средневековым периодом и девятнадцатым веком. Некоторые ученые защищали первоначальную концепцию протоиндустриализации или дополнили ее.

## Индийский субконтинент
Некоторые историки рассматривали процесс протоиндустриализации на Индийском субконтиненте раннего Нового времени,, в основном в его самом богатом и крупнейшем регионе, Бенгалии Великих Моголов  (сегодняшние современные Бангладеш и Западная Бенгалия ), крупная торговая держава в мире, которая поддерживала коммерческие контакты с мировыми рынками с 14 века. На регион Великих Моголов единолично приходилось 40% голландского импорта за пределами Европы. Бенгалия была самым богатым регионом на Индийском субконтиненте и ее протоиндустриальная экономика демонстрировала признаки промышленной революции . В течение 17–18 веков под покровительством относительно либерального Шайста-хана, дяди императора Великих Моголов Аурангзеба в качестве субехдара Бенгалии, в обрабатывающей промышленности наблюдался устойчивый рост, превышающий Китай. Согласно одной теории, рост можно объяснить шариатом и исламской экономикой, навязанной Аурангзебом. Индия стала крупнейшей экономикой в мире, оцениваемой в четверть мирового ВВП, имея более лучшие условия, чем Западная Европа 18-го века до промышленной революции .
Королевство Майсур, крупная экономическая и военная держава в Южной Индии, управляемая Хайдером Али и Типу Султаном, союзниками французского императора Наполеона Бонапарта, также испытало массовый рост дохода на душу населения и численности населения, структурные изменения в экономике и ускорение темпов технологических инноваций, прежде всего военных технологий .

## Империя Сун
Экономическое развитие при династии Сун (960–1279) часто сравнивают с протоиндустриализацией или ранним капитализмом.
Коммерческая экспансия началась при династии Северная Сун и была вызвана миграциями из династии Южная Сун . С ростом производства несельскохозяйственных товаров в контексте надомного производства (например, шелка) и производства товарных культур, которые продавались, а не потреблялись (например, чая), рыночные силы распространились на жизнь простых людей. . Произошел подъем промышленного и коммерческого секторов, возникла рентабельная коммерциализация. Существовали параллельные государственные и частные предприятия по производству железа и стали , одновременно со строгим государственным контролем над некоторыми отраслями, такими как производство серы и селитры . Историк Роберт Хартвелл подсчитал, что производство железа на душу населения в Сунском Китае выросло в шесть раз между 806 и 1078 годами на основе квитанций эпохи Сун. Хартвелл подсчитал, что промышленное производство Китая в 1080 г. напоминало европейское в 1700 г. .
Договороспособность, позволяющая процветать конкурентоспособной промышленности в одних регионах, и создание ее противоположности строго регулируемому государством и монополизированному производству и торговле в других, была видна в производстве железа, как и в других секторах. В начале правительство Сун поддерживало конкурентоспособные шелковые фабрики и парчовые мастерские в восточных провинциях и в столице Кайфэн . Однако в то же время правительство установило строгий юридический запрет на купеческую торговлю шелком частного производства в провинции Сычуань . Этот запрет нанес экономический удар по Сычуани, вызвав небольшое восстание (которое было подавлено), однако Сычуань был хорошо известен своей независимой промышленностью по производству древесины и выращиванию апельсинов .
Многие экономические достижения были потеряны во времена династии Юань, и на их восстановление ушли столетия. Добыча угля была передовым сектором в эпоху Сун, но пришла в упадок с монгольским завоеванием. Производство железа в некоторой степени восстановилось во времена Юаня, в основном на основе древесного угля и древесины.

## Европа
Первоначальное введение Менделем термина «протоиндустриализация» относилось к коммерческой деятельности во Фландрии XVIII-го века, и многие исследования были сосредоточены на этом регионе. Шейла Огилви писал: «Протоиндустрии возникли почти во всех частях Европы за два-три века до индустриализации».
Сельские протоиндустрии часто подвергались влиянию гильдий. Они сохраняли большое влияние на сельское производство в Швейцарии (до начала
XVII века), Франции и Вестфалии (до конца XV века), Богемии и Саксонии (до начала XVIII века), Австрии, Каталонии и на Рейне (до начала XVIII века). позже XVIII века) и Швеции и Вюртемберга (в XIX веке). В других регионах Европы гильдии исключили все формы протоиндустрии, в том числе в Кастилии и некоторых частях северной Италии. Политическая борьба происходила между протоиндустриями и региональными гильдиями, которые стремились контролировать их, а также против городских и таможенных привилегий.
Бас ван Бавел утверждал, что некоторые несельскохозяйственные виды деятельности в Нидерландах достигли протоиндустриальной степени уже в XIII веке, хотя и с региональными и временными различиями, с пиком в XVI веке. Ван Базель отмечает, что Фландрия и Голландия развивались как урбанизированные регионы (треть населения Фландрии проживала в городах в XV веке и более половины населения Голландии в XVI веке) с коммерциализированной сельской местностью и развитыми экспортными рынками. Во Фландрии преобладала трудоемкая сельская деятельность, такая как текстильное производство, в то время как в Голландии преобладала капиталоемкая городская деятельность, такая как судостроение. Протопромышленная деятельность в Голландии включала «производство клея, обжиг извести, кирпичную кладку, добычу торфа, баржирование, судостроение и текстильную промышленность», предназначенные для экспорта.
Историк экономики Джули Марфани также выдвинула теорию протоиндустриализации, наблюдая за протоиндустриальным производством текстиля в Игуаладе, Каталония, с 1680 года и его демографическими эффектами, включая увеличение прироста населения по сравнению с более поздней промышленной революцией. Марфани также предполагает, что несколько альтернативный тип капитализма развился из-за различий в семейном укладе по сравнению с Северной Европой.